# Orinisobates soror
Orinisobates soror är en mångfotingart som beskrevs av Henrik Enghoff 1985. Orinisobates soror ingår i släktet Orinisobates och familjen tråddubbelfotingar. Inga underarter finns listade i Catalogue of Life.